# Shōnen Magazine
Shūkan Shōnen Magazine (jap. 週刊少年マガジン, Shūkan Shōnen Magajin) ist ein japanisches Manga-Magazin, das sich an Jungen zwischen 10 und 15 Jahren richtet (Shōnen).
Das Magazin erscheint wöchentlich (mittwochs) beim Kōdansha-Verlag zu einem Preis von 240 Yen. Den Hauptteil des Magazins machen verschiedene Kapitel von Manga-Serien und Manga-Kurzgeschichten aus. Diese sind oft actionreiche Fantasy-Geschichten wie RAVE oder romantische Beziehungs- und Verwechslungskomödien wie Love Hina.
Die erste Ausgabe des Shōnen Magazine erschien am 17. März 1959 (auf den 26. März vordatiert, heute werden die Ausgaben üblicherweise 14 Tage vordatiert). In den folgenden Jahren avancierte es zu einem der beliebtesten wöchentlich erscheinenden Manga-Magazine und vor allem Serien wie Ashita no Joe verhalfen dem Magazin zu einer hohen Auflagenzahl. 2005 hatte es eine Auflage von 2.300.000 Stück pro Ausgabe. Dies bedeutet zwar einen Rückgang gegenüber dem Vorjahr, trotzdem ist das Shōnen Magazine neben dem Weekly Shōnen Jump das meistverkaufte Manga-Magazin.

## Veröffentlichte Manga-Serien

### Fortlaufend / Aktuelle Serien
- A Couple of Cuckoos von Miki Yoshikawa
- Ahiru no Sora von Takeshi Hinata
- Area no Kishi von Yoshiya Yamamoto
- Baby Steps von Hikaru Kachiki
- Bloody Monday von Megumi Kōji und Ryō Ryūmon
- Blue Lock von Muneyuki Kaneshiro und Yūsuke Nomura
- Edens Zero von Hiro Mashima
- Gachiakuta – Weggeworfen wie Müll von Kei Urana
- Gamaran von Yōsuke Nakamaru
- Godhand Teru von Kazuki Yamamoto
- Go! Go! Loser Ranger! von Negi Haruba
- Hajime no Ippo von George Morikawa
- Hammer Session! von Tanahashi Namoshiro und Koganemaru Yamato
- Honeko Akabanes Bodyguard von Masamitsu Nigatsu
- Kenkō Zenrakei Suieibu Umishō von Mitsuru Hattori
- Midnight Heart Tune von Masakuni Igarashi
- Mirai Chonaikai von Eiji Nonaka
- Mō, Shimasen Kara. von Hideo Nishimoto
- Nanatsu no Taizai von Nakaba Suzuki
- Orient von Shinobu Ohtaka
- Real Account von Okushō und Shizumu Watanabe
- Sayonara Zetsubō Sensei von Kōji Kumeta
- Shangri-La Frontier von Katarina und Ryosuke Fuji
- Shibatora von Masashi Asaki und Yūma Andō
- Shinyaku "Kyojin no Hoshi" Hanagata von Yoshiyuki Murakami
- Smash! von Kaori Saki
- Tetsuwan Bureiku von Tomohiro Shinohara
- Tokkyū!! von Mitsurō Kubo
- To Your Eternity von Yoshitoki Ōima
- UQ Holder! von Ken Akamatsu
- Welcome Back, Alice von Shūzō Oshimi
- Yōkai no Oisha-san von Yūki Satō

### Abgeschlossen / Nicht mehr im Magazin
- A.I. Love You von Ken Akamatsu
- A Silent Voice von Yoshitoki Ōima
- Air Gear von Oh! Great
- Ashita no Joe von Tetsuya Chiba und Ikki Kajiwara
- Boys Be... von Masahiro Itabashi und Hiroyuki Tamakoshi
- Cyborg 009 von Shōtarō Ishinomori (auch in mehreren anderen Magazinen)
- Dead Account von Shizumu Watanabe
- Devilman von Go Nagai
- Dia no Ace von Yūji Terajima
- Dragon Voice von Yuriko Nishiyama
- Eight Man von Kazumasa Hirai und Jiro Kuwata
- Fairy Tail von Hiro Mashima
- Full Spec von Tarō Sekiguchi
- Gacha Gacha von Hiroyuki Tamakoshi
- Get Backers von Yuya Aoki und Rando Ayamine
- Great Teacher Onizuka von Tōru Fujisawa
- Good Ending von Sasuga Kei
- Hakaio Noritaka von Takashi Hamori
- Harlem Beat von Yuriko Nishiyama
- Infection von Tōru Oikawa
- The Kabocha Wine von Mitsuru Miura
- Kaitō Harimao von Shōtarō Ishinomori
- Kamen Raider von Shōtarō Ishinomori
- Kami-sama no Iu Toori Ni von Muneyuki Kaneshiro und Akeji Fujimura
- Kindaichi Shonen von Fumiya Sato und Yozaburo Kanari
- Love Hina von Ken Akamatsu
- Magister Negi Magi von Ken Akamatsu
- Over Drive von Koume Nakamura
- Parallel von Toshihiko Kobayashi
- Psychometrer Eiji von Masashi Asaki und Yuma Ando
- Rainbow Sentai von Shōtarō Ishinomori
- RAVE von Hiro Mashima
- Rose Hip Zero von Tōru Fujisawa
- Ryū no Michi von Shōtarō Ishinomori
- Samurai Deeper Kyo von Akimine Kamijyo
- Die Schatten aus unserer Vergangenheit von Yae Utsumi
- School Rumble von Jin Kobayashi
- Shōnan Jun’ai Gumi! von Tōru Fujisawa
- Shoot! von Tsukasa Oshima
- Suzuka von Seo Kōji
- Tantei Gakuen Q von Sato Fumiya und Seimaru Amagi
- Tsubasa – Reservoir Chronicle von CLAMP
- Vinland Saga von Makoto Yukimura (seit 2006 im Afternoon)
- Violence Jack von Go Nagai
- Wild Baseballers von Tōru Fujisawa
- Yakyūkyō no Uta von Shinji Mizushima
- Yamada-kun & the 7 Witches von  Miki Yoshikawa
- Yankee-kun to Megane-chan von Miki Yoshikawa